# Rolan Roberts
Rolan Roberts (Baltimora, 24 aprile 1978) è un ex cestista statunitense, professionista nella NBDL e in Europa.